# Gewone veldbies
Gewone veldbies (Luzula campestris) is een plantensoort uit de russenfamilie (Juncaceae). De plant komt in Nederland veel voor.

## Determinatie
Gewone veldbies is een overblijvende, kruidachtige plant die zoden kan vormen. Ze bereikt een hoogte van ongeveer 20–40 cm. De plant vormt korte of geen wortelstokken en is aan de voet verdikt. Het blad doet grasachtig aan en heeft lange, witte haartjes.
De soort bloeit van maart tot mei. De bloemen vormen bolvormige tot langwerpige bloemhoofdjes. De stelen van de bloemhoofdjes staan rechtop, maar soms ook schuin. Een bloemhoofdje bestaat uit meer dan tien bloemen. De deels gesteelde en deels ongesteelde bloemen zijn kastanjebruin en stervormig met een doorsnede van 3–4 mm. De gele helmknoppen zijn 0,5–1,2 mm lang en zijn ongeveer even lang als de helmdraden.
Vruchtdragende exemplaren hebben een doosvrucht die drie zaden bevat. De ronde of bijna ronde, bruine tot donkerbruine, zaden hebben een mierenbroodje. De afmetingen van het zaad zijn 1,0–1,9 × 0,7–0,9 × 0,7–0,8 mm. Het duizendkorrelgewicht is 0,6 gram. Het aantal chromosomen is 2n = 12, 24 of 36.

### Gelijkende taxa
Gewone veldbies lijkt vooral op veelbloemige veldbies. Gewone veldbies onderscheidt zich doordat ze zoden vormt (veelbloemige veldbies vormt pollen) en in haar bloeiwijze dikwijls ook teruggeslagen bloemstelen heeft (bij veelbloemige veldbies blijven de bloemstelen zelfs tot in de vruchtdracht overeind).

## Ecologie
Gewone veldbies komt voor op droge tot matig vochtige, zure grond in schrale graslanden, in bermen en vergraste heide.

### Syntaxonomie
Gewone veldbies is een indicatorsoort voor struisgrasvegetatie (ha) subtype Struisgraslanden, een karteringseenheid in de Biologische Waarderingskaart (BWK) van Vlaanderen en het Brussels Hoofdstedelijk Gewest.

## Fotogalerij

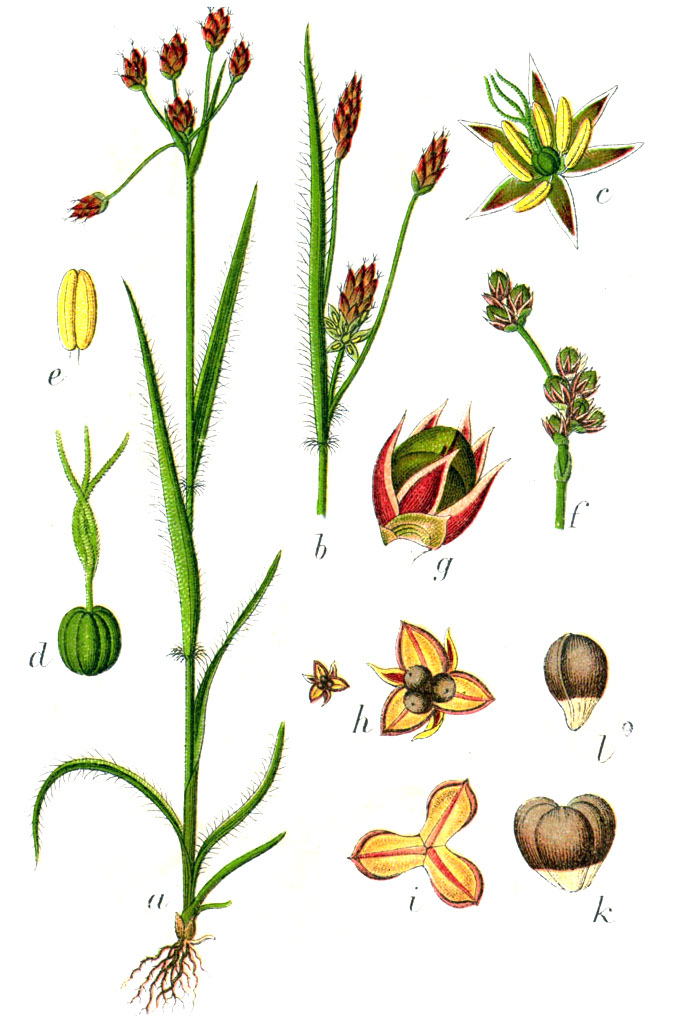
Botanische afbeelding
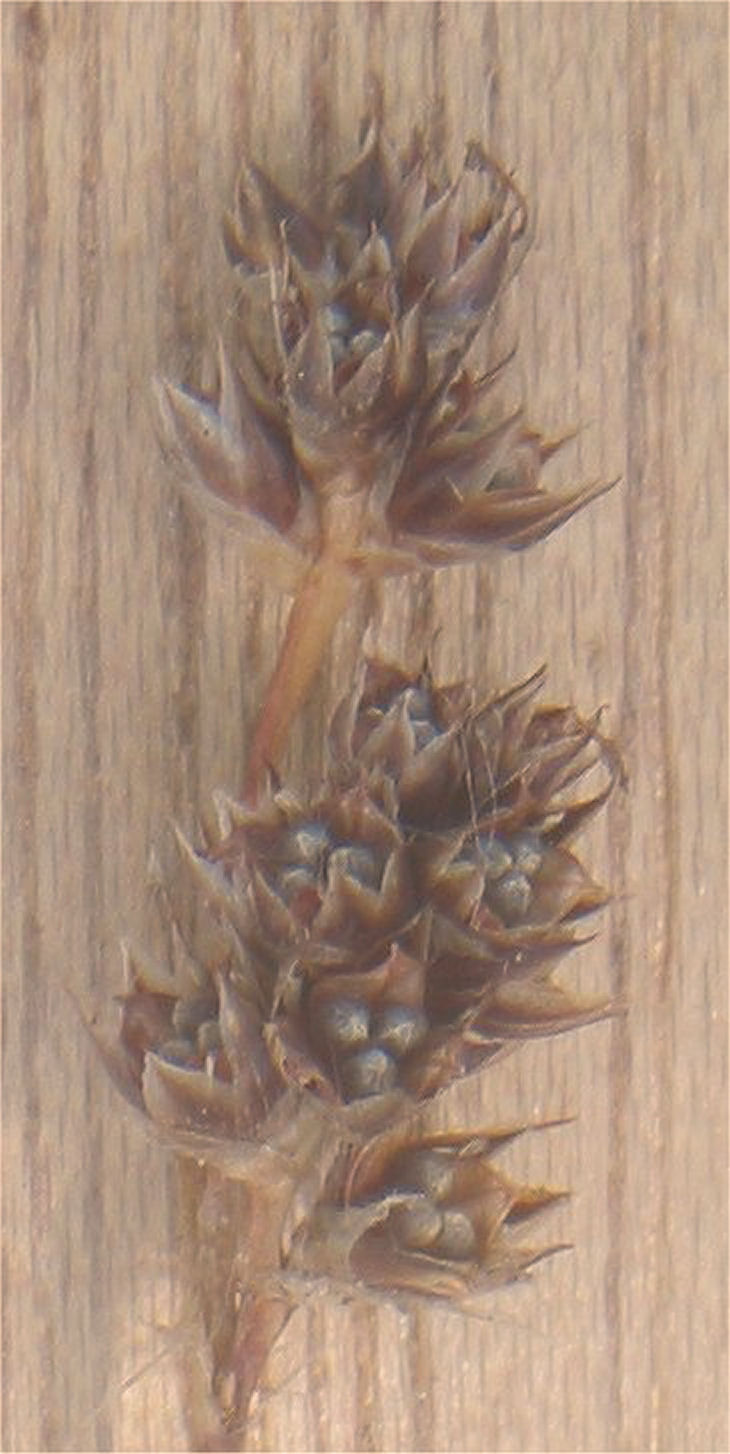
Plant met vruchten
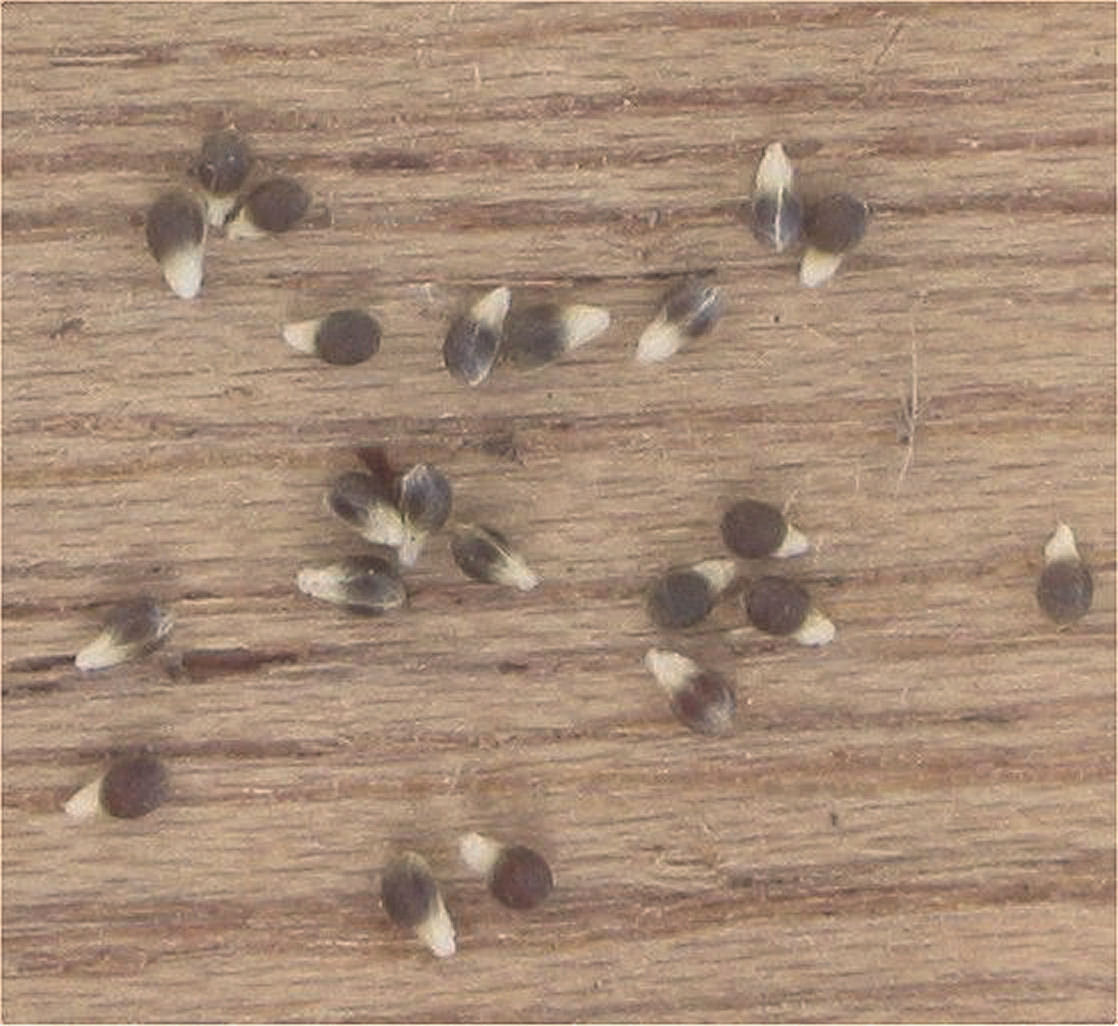
Zaden met wit mierenbroodje